# Conacul Iușnevschi
Conacul Iușnevschi este o clădire amplasată în Hristovaia, Unitățile Administrativ-Teritoriale din Stînga Nistrului, Republica Moldova. Este un monument arhitectural de importanță națională inclus în Registrul monumentelor Republicii Moldova ocrotite de stat cu nr. 238 (raionul Camenca). Datează din jum. I a sec. XIX.